# 昭和54年台風第20号
昭和54年台風第20号（しょうわ54ねんたいふうだい20ごう、国際名：チップ / Tip、フィリピン名：ウォーリン / Warling）は、1979年（昭和54年）10月に発生し、熱帯低気圧としては観測史上世界で最も低い中心気圧（870hPa）を海上において記録した台風である。この台風は日本列島を縦断して全国に影響を及ぼし、北海道にも甚大な被害をもたらした。また中心気圧の他にも、台風として数々の記録を残した。

## 概要

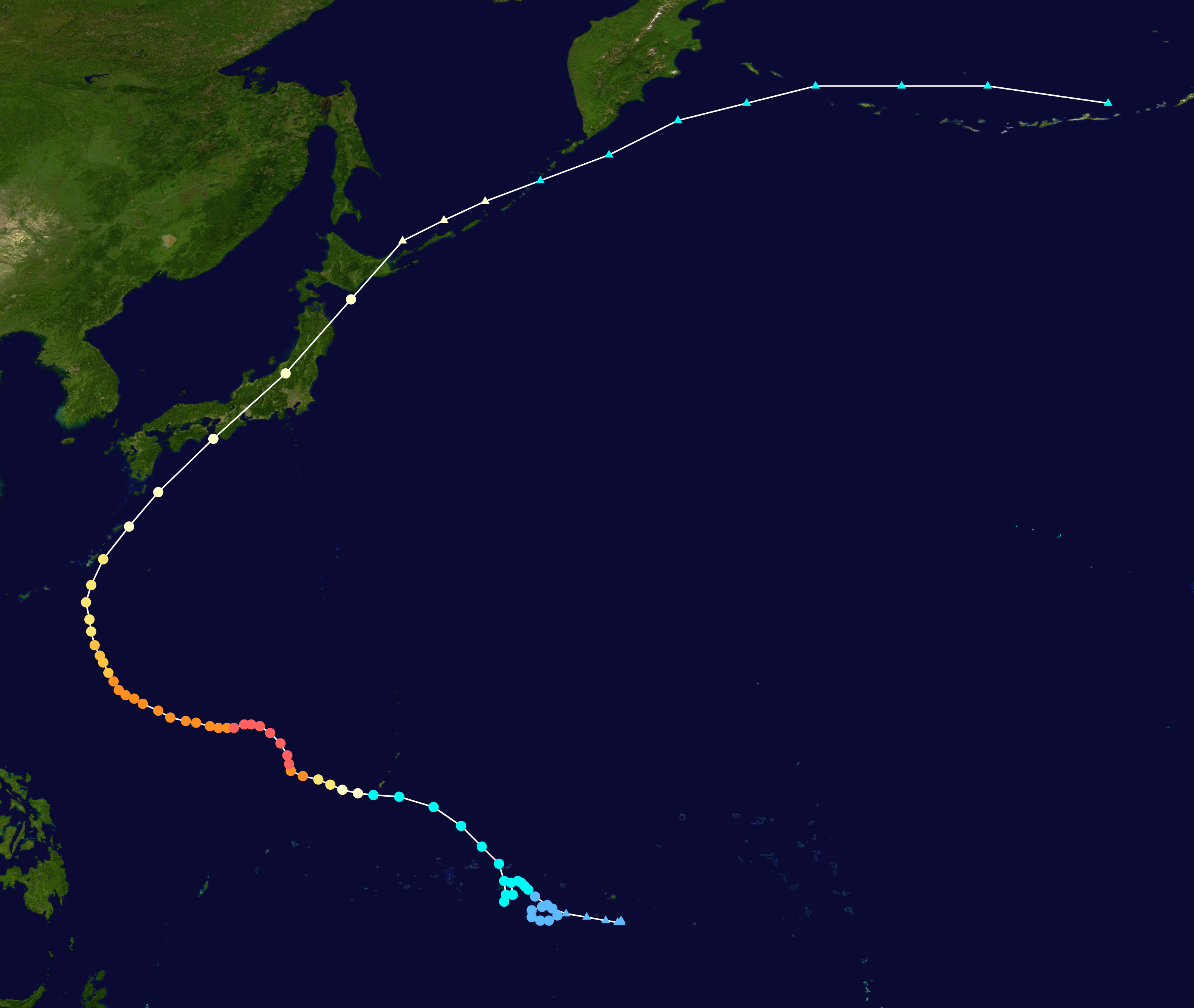
進路図

1979年10月6日15時（JST）頃、トラック島の南東海上（北緯7度5分・東経153度1分）で、熱帯低気圧が台風20号に昇格。台風は、発生時の勢力は中心気圧996hPa・最大風速18m/sであったが、8日頃まではホール諸島付近で複雑な動きをして停滞し、その間に徐々に発達。9日15時には、北上してマリアナ諸島の南東（北緯12度7分・東経145度8分）に達し、中心気圧は980hPaになって、暴風域を伴った。その後は西寄りに進みながら急激に発達して、11日3時には920hPaまで気圧が低下。同日9時になると北寄りに進路を転じながら発達し続け、12日15時に沖ノ鳥島の南東（北緯16度8分・東経137度6分）で遂に最盛期を迎え、観測史上世界で最も低い中心気圧となる、870hPaを記録した。最大風速は70m/sであった。台風のみならずハリケーンやサイクロンを含めても、これより低い熱帯低気圧の中心気圧の記録はないことから、「史上最強の熱帯低気圧」となった。その後台風は、再び西寄りに進み続けて890〜925hPa程度の低い中心気圧を維持していたが、16日3時にフィリピンの北東海上（北緯18度9分・東経129度4分）に達した頃から再度北に進み始めるとともに勢力も衰え、17日から18日にかけて沖縄や奄美などの南西諸島付近を北東進。そして次第に速度を速めながら九州・四国の南海上を通過し、19日9時30分に中心気圧965hPa・最大風速35m/sの勢力で、和歌山県白浜町付近に上陸（1951年の統計開始以降で6番目に遅い上陸であった）。上陸後は本州を縦断して岩手県北部から太平洋へ抜け、北海道釧路市付近に再上陸し、網走市付近からオホーツク海へと進んだ。本州通過時には時速95kmという猛スピードで駆け抜けた。台風は20日3時に温帯低気圧に変わったが、温帯低気圧は再発達して、同日15時には950hPaまで気圧が下がった。そしてアリューシャン列島沿いに東進後、22日には西経域へ出た。

## 記録

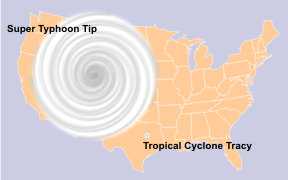
台風20号とサイクロン・トレーシー(史上最小の熱帯低気圧の1つ) の大きさを比較

この台風は、中心気圧が史上最も低くなっただけでなく、台風としての記録を数多く残した。気象庁によって解析された140kt（10分間平均）の最大風速は、台風の最大風速の記録が残る1977年以降第1位の記録である。暴風域は直径740 kmと非常に大きく、さらに「猛烈な勢力」であった期間は66時間に及び、1977年以降4番目に長い記録となった。総移動距離も6,872 km（歴代9位）と非常に長かった。
| 順位 | 名称                              | 国際名  | 中心気圧 (hPa) | 観測年月日     | 観測地点       |
| ---- | --------------------------------- | ------- | -------------- | -------------- | -------------- |
| 1    | 昭和54年台風第20号                | Tip     | 870            | 1979年10月12日 | 沖ノ鳥島南東   |
| 2    | 昭和48年台風第15号                | Nora    | 875            | 1973年10月6日  | フィリピン東方 |
| 2    | 昭和50年台風第20号                | June    | 875            | 1975年11月19日 | マリアナ近海   |
| 4    | 狩野川台風 （昭和33年台風第22号） | Ida     | 877            | 1958年9月24日  | 沖ノ鳥島付近   |
| 5    | 昭和41年台風第4号                 | Kit     | 880            | 1966年6月26日  | 南大東島南方   |
| 5    | 昭和53年台風第26号                | Rita    | 880            | 1978年10月25日 | フィリピン東方 |
| 5    | 昭和59年台風第22号                | Vanessa | 880            | 1984年10月26日 | フィリピン東方 |
| 8    | 昭和28年台風第7号                 | Nina    | 885            | 1953年8月13日  | フィリピン東方 |
| 8    | 昭和34年台風第9号                 | Joan    | 885            | 1959年8月29日  | 宮古島南方     |
| 8    | 昭和46年台風第35号                | Irma    | 885            | 1971年11月12日 | フィリピン東方 |
| 8    | 昭和58年台風第10号                | Forrest | 885            | 1983年9月23日  | 沖ノ鳥島南方   |
| 8    | 平成22年台風第13号                | Megi    | 885            | 2010年10月17日 | フィリピン東方 |

| 順位 | 台風               | 国際名  | 年     | 最大風速 (kt) |
| ---- | ------------------ | ------- | ------ | ------------- |
| 1    | 昭和54年台風第20号 | Tip     | 1979年 | 140           |
| 2    | 平成25年台風第30号 | Haiyan  | 2013年 | 125           |
| 2    | 平成22年台風第13号 | Megi    | 2010年 | 125           |
| 2    | 昭和57年台風第10号 | Bess    | 1982年 | 125           |
| 5    | 令和3年台風第2号   | Surigae | 2021年 | 120           |
| 5    | 令和2年台風第19号  | Goni    | 2020年 | 120           |
| 5    | 平成28年台風第14号 | Meranti | 2016年 | 120           |
| 5    | 平成3年台風第28号  | Yuri    | 1991年 | 120           |
| 5    | 平成2年台風第19号  | Flo     | 1990年 | 120           |
| 5    | 昭和61年台風第3号  | Lola    | 1986年 | 120           |
| 5    | 昭和60年台風第22号 | Dot     | 1985年 | 120           |
| 5    | 昭和59年台風第22号 | Vanessa | 1984年 | 120           |
| 5    | 昭和58年台風第5号  | Abby    | 1983年 | 120           |
| 5    | 昭和57年台風第21号 | Mac     | 1982年 | 120           |
| 5    | 昭和56年台風第22号 | Elsie   | 1981年 | 120           |
| 5    | 昭和55年台風第19号 | Wynne   | 1980年 | 120           |
| 5    | 昭和53年台風第26号 | Rita    | 1978年 | 120           |

| 順位 | 台風                                    | 国際名   | 年     | 猛烈な勢力であった期間 |
| ---- | --------------------------------------- | -------- | ------ | ---------------------- |
| 1    | 昭和53年台風第26号                      | Rita     | 1978年 | 96時間                 |
| 2    | 平成30年台風第22号                      | Mangkhut | 2018年 | 90時間                 |
| 3    | 平成16年台風第16号                      | Chaba    | 2004年 | 78時間                 |
| 4    | 令和元年東日本台風 (令和元年台風第19号) | Hagibis  | 2019年 | 72時間                 |
| 4    | 昭和59年台風第22号                      | Vanessa  | 1984年 | 72時間                 |
| 4    | 昭和56年台風第22号                      | Elsie    | 1981年 | 72時間                 |
| 4    | 昭和54年台風第20号                      | Tip      | 1979年 | 72時間                 |
| 8    | 平成9年台風第24号                       | Joan     | 1997年 | 66時間                 |
| 9    | 平成24年台風第17号                      | Jelawat  | 2012年 | 60時間                 |
| 9    | 平成3年台風第28号                       | Yuri     | 1991年 | 60時間                 |
| 9    | 平成3年台風第23号                       | Ruth     | 1991年 | 60時間                 |

| 順位 | 名称                              | 国際名   | 上陸日時                | 上陸地点                         |
| ---- | --------------------------------- | -------- | ----------------------- | -------------------------------- |
| 1    | 平成2年台風第28号                 | Page     | 1990年11月30日 14時     | 和歌山県白浜町南                 |
| 2    | 昭和42年台風第34号                | Dinah    | 1967年10月28日 3時30分  | 愛知県南部                       |
| 3    | 平成29年台風第21号                | Lan      | 2017年10月23日 3時      | 静岡県掛川市付近                 |
| 4    | 平成16年台風第23号                | Tokage   | 2004年10月20日 13時     | 高知県土佐清水市付近             |
| 5    | 昭和30年台風第26号                | Opal     | 1955年10月20日 12時     | 和歌山県田辺市付近               |
| 6    | 昭和54年台風第20号                | Tip      | 1979年10月19日 9時30分  | 和歌山県白浜町付近               |
| 7    | 平成10年台風第10号                | Zeb      | 1998年10月17日 16時30分 | 鹿児島県枕崎市付近               |
| 8    | 昭和62年台風第19号                | Kelly    | 1987年10月17日 0時      | 高知県室戸市付近                 |
| 9    | ルース台風 （昭和26年台風第15号） | Ruth     | 1951年10月14日 19時     | 鹿児島県いちき串木野市（現）付近 |
| 10   | 平成26年台風第19号                | Vongfong | 2014年10月13日 8時30分  | 鹿児島県枕崎市付近               |

## 被害・影響
この台風は大型で暴風域が極めて広く、日本列島接近時でもその直径は650kmに及んだため、ほぼ全国を暴風域に巻き込んだ。午前中に上陸した台風は、午後にかけて中心が北関東を北東へ進んだため、南関東は台風進路の右側（危険半円）に入ってしまい、暴風が吹き荒れた。千葉県館山市で最大瞬間風速50.0m/s、東京で38.2m/sを記録し、鉄道や高速道路などの交通機関が麻痺状態となった。北海道網走市でも37.4m/sの最大瞬間風速を記録している。北海道東部では漁船の遭難や転覆などが相次ぎ、釧路市では死者・行方不明者67人となり、道内全体での死者・行方不明者は72人となった。また前線の影響もあって、九州南部や四国、紀伊半島や東海地方などでは400mmを超える大雨となり、紀伊半島での雨量は900mmを超えた。19日には、静岡県石廊崎で8.24ｍの有義波高を観測している。伊豆諸島の神津島では、前浜全体で高潮が発生し、前浜港の験潮所では観測史上最高となる229cmの潮位を記録した。
台風による被害は、死者110人・行方不明者5人・負傷者543人に及んだほか、住家全壊139棟・半壊1,287棟、床上浸水8,157棟・床下浸水47,943棟、耕地被害25,451ha、船舶被害19隻などとなった。被害総額は1,057億円に達した。なお、1つの台風で100人を超す死者が出たのは、2019年に令和元年東日本台風が襲来するまでは、これが最後の事例となっていた。

## 今後の記録更新の可能性
昭和54年台風第20号の中心気圧870hPaをさらに下回る中心気圧は、今後記録される可能性は非常に低いと考えられている。つまり、台風の中心気圧の記録更新は、今後は事実上不可能といえる。その理由は、現在の台風情報で発表される台風の中心気圧は直接の観測値ではなく、 観測所に近い場合を除いて、ドボラック法による解析値であるためである。昭和54年台風第20号の中心気圧870hPaは、米軍の気象観測機により実際に観測された値である。ドロップゾンデを台風の目の中に落下させることで、台風の飛行機観測は行われる。しかし、このような台風の定常的な飛行機観測は、危険が伴うこともあって昭和62年の台風11号をもって終了しており、現在は台風の勢力は気象衛星からの見た目で判断されている。現在は実際の観測値ではなく、過去の統計をもとにした平均的な値を台風の中心気圧としているため、870hPaを下回る記録が出でることは、臨時の飛行機観測が行われるなどのことがない限り、ほとんどないと考えられる。現に、飛行機観測からドボラック法による観測に切り替わって以降、中心気圧が900hPaを下回るような台風の発生は激減している。過去に900hPa未満の中心気圧を記録した台風のほとんどは、気象衛星による観測が開始される以前の台風であり、米軍の観測機が直接観測していたことから、非常に低い気圧が記録されていたのである。